# O sacrum convivium
O sacrum convivium (lat. ‚O heiliges Gastmahl‘) ist eine Antiphon über das Geheimnis der Eucharistie. Sie dient als Antiphon zum Magnificat der zweiten Vesper am Fronleichnamsfest, wird aber auch unabhängig davon gebraucht. Wie alle Teile des Festoffiziums zu Fronleichnam wird das O sacrum convivium auf den hl. Thomas von Aquin zurückgeführt.
O sacrum convivium ist häufig als Motette vertont worden, so etwa von Tomás Luis de Victoria, William Byrd, Andrea Gabrieli, Jacobus Gallus, Jan Pieterszoon Sweelinck, Marc-Antoine Charpentier, Michel Pignolet de Montéclair, später von Giovanni Battista Pergolesi und im 20. Jahrhundert von Olivier Messiaen, Rolande Falcinelli und anderen wie Alwin Michael Schronen (für Männerchor a cappella).
Vor der Zeit von Pietismus und Aufklärung war es, ähnlich wie andere mittelalterliche Texte (zum Beispiel Membra Jesu Nostri oder Anima Christi), auch im Luthertum weit verbreitet und wurde vom Chor während der Austeilung des Abendmahls als Musica sub communione oder als Motette am Gründonnerstag gesungen.
Der Text lautet:
lateinisch

O sacrum convivium,

in quo Christus sumitur:

recolitur memoria passionis eius,

mens impletur gratia

et futurae gloriae nobis pignus datur.

Alleluia.
deutsch

O heiliges Gastmahl,

bei dem Christus verzehrt wird:

Das Gedächtnis seines Leidens wird erneuert,

der Geist wird erfüllt mit Gnade 

und uns wird ein Pfand der zukünftigen Herrlichkeit gegeben.

Halleluja.